# الدوحة (القصيم)
مركز الدوحة  غرب منطقة القصيم تقع غرب محافظة الرس وشرق محافظة النبهانية وشمال مركز قصر بن عقيل

## التاريخ
مركز الدوحة إحدى منطقة القصيم التابعة لمركز قصر ابن عقيل، تقع غرب محافظة الرس حوالي 35 كيلومتر تقريبا قام بتأسيسها الشيخ محمد بن حمود بن زايد البدراني في عام 1396هـوهي مركز عامر نامي، يبلغ عدد سكانها حوالي 1.500 نسمة، حسب إحصائية مصلحة الإحصاءات.
يوجد بها مدرسة ابتدائية للبنين تأسست عام 1402هـ مدرسة ابتدائية للبنات تأسست عام 1416هـ، يربطها ب قصر ابن عقيل طريق مسفلت، ويخترقها ليصل إلى محافظة النبهانية وهو تحت التنفيذ. مخدومة بخدمة الهاتف الأثير والإنترنت DSL ،وسكنوها جميعهم البدارين من المحمد والفراسنة، وبعض بني علي من قبيلة حرب 

## السكان
يبلغ عدد سكان نبيها 1.500 نسمة وسكانها هم البدارين من بني عمرو من حرب

## الموقع الجغرافي
تقع غرب منطقة القصيم وتبعد عن مدينة بريدة 114 كم وعن محافظة الرس 31 كم وتقع شمال النبهانية وتبعد عنه 8 كم وتقع شمال قصر بن عقيل أيضا 19 كم .

## المناخ
المناخ قاري صحراوي، حار جاف صيفًا بارد مُمطر شتاء وتبلغ درجة الحرارة صيفًا 45°م، وفي الشتاء تصل إلى مادون الصفر وسقوط الأمطار متوسط 